# RoHS

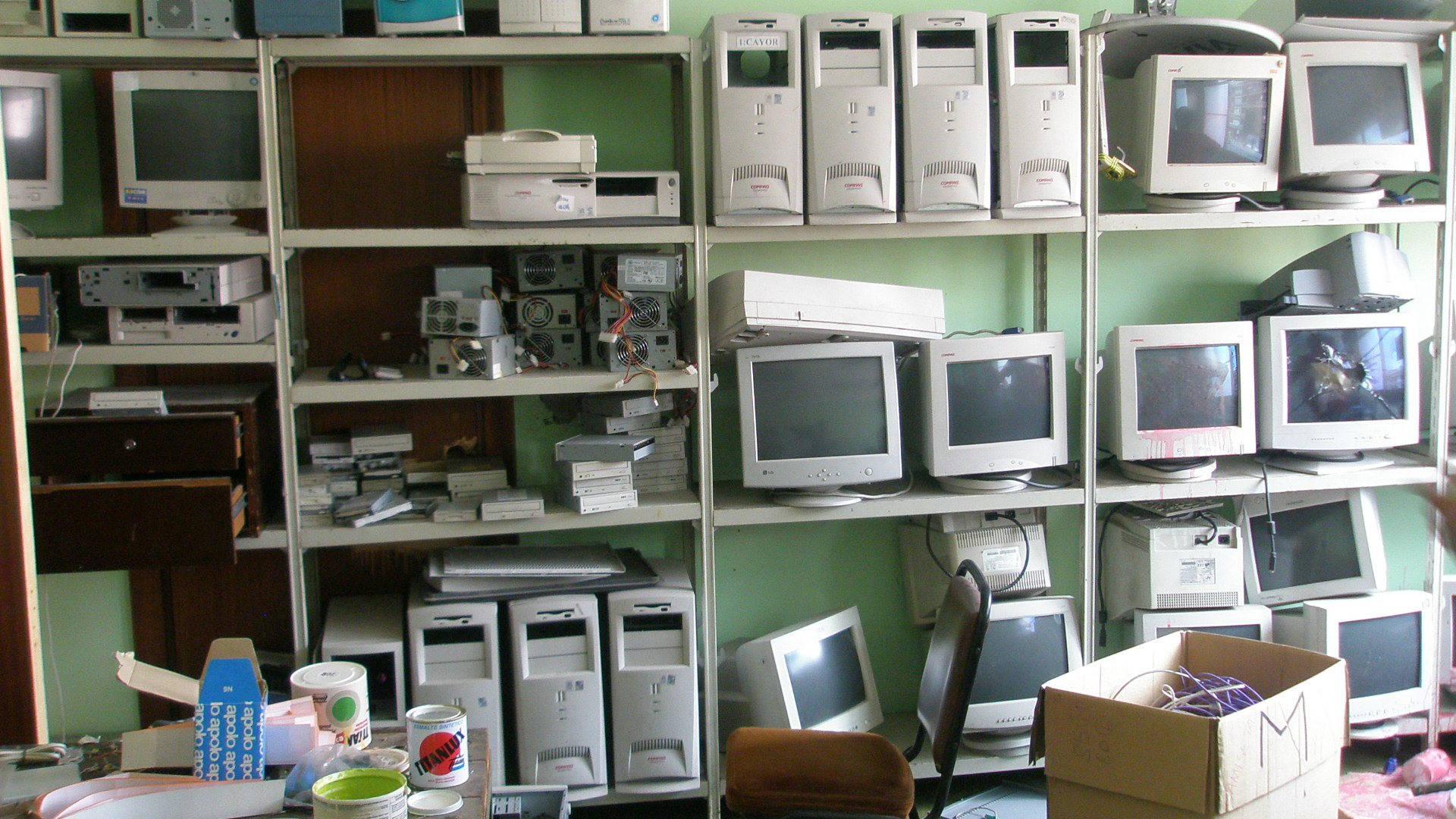
Vysloužilá elektronika může skrývat řadu nebezpečných látek

RoHS je zkratka, vycházející ze Směrnice Evropského parlamentu a Rady 2011/65/EU ze dne 8. června 2011, o omezení používání některých nebezpečných látek v elektrických a elektronických zařízeních (EEZ). Zkratka vychází z anglického názvu této Směrnice, tj. Restriction of the use of certain Hazardous Substances in electrical and electronic equipment. Ačkoliv tedy směrnice platí pouze pro EU, nevztahuje se výhradě na výrobce sídlící v EU, nýbrž ji jsou povinni dodržovat i dovozci EEZ vyráběných mimo EU.
Tato směrnice občas bývá označována i jako RoHS 2 pro odlišení od předchozí Směrnice Evropského parlamentu a Rady č. 2002/95/ES ze dne 27. ledna 2003, která se týkala stejné oblasti a která byla revidována.
Podobná opatření přijaly i některé další země mimo EU, například Švýcarsko, USA (zákon č. 2420 – EDEE Act), Čína (nařízení Ministerstva průmyslu a informačních technologií GB/T 26572-2011) nebo Jižní Korea (zákon z 2. 4. 2007).
V české legislativě je tato směrnice zapracována nařízením vlády č. 481/2012 Sb.

## Cíle
Cílem směrnice je omezit používání některých nebezpečných látek při výrobě EEZ pro široké odborné i laické používání, a tím přispět k ochraně lidského zdraví a životního prostředí.
Směrnice se proto vztahuje na aplikace uvedené v Příloze I:
1. Velké spotřebiče pro domácnost
2. Malé spotřebiče pro domácnost
3. Zařízení informačních technologií a telekomunikační zařízení
4. Spotřební elektroniku
5. Osvětlovací zařízení
6. Elektrické a elektronické nástroje
7. Hračky, vybavení pro volný čas a sport
8. Zdravotnické prostředky
9. Monitorovací a kontrolní přístroje včetně průmyslových
10. Automaty
11. Jiná EEZ, která nespadají do žádné z výše uvedených kategorií.

Směrnice se zároveň nevztahuje na specifická EEZ podle Článku 2:
1. Zařízení nezbytná pro ochranu podstatných bezpečnostních zájmů členských států, včetně zbraní, střeliva a válečného materiálu určených výlučně k vojenským účelům
2. Zařízení určená pro vyslání do vesmíru
3. Zařízení, která byla specificky navržena a instalována jako část jiného typu zařízení, které pod tuto směrnici nespadá
4. Velké stacionární průmyslové nástroje
5. Velké pevné instalace
6. Dopravní prostředky pro přepravu osob nebo zboží, kromě elektrických dvoustopých vozidel, pro která nebylo uděleno schválení typu
7. Nesilniční pojízdné stroje určené výlučně k profesionálnímu použití
8. Aktivní implantabilní zdravotnické prostředky
9. Fotovoltaické panely k trvalému používání v místě pro veřejná, obchodní, průmyslová a obytná zařízení
10. Zařízení specificky navržená výhradně pro účely výzkumu a vývoje, která jsou k dispozici pouze mezi podniky.

## Omezení objemu nebezpečné látky
Protože se směrnice vztahuje až na konečná EEZ a nikoliv na jednotlivé komponenty a polotovary, zodpovídají za její plnění až výrobci EEZ – jsou povinni zařídit, aby jimi vyráběná a dodávaná EEZ neobsahovala nebezpečné látky v množství větším než povoleném. Látky a limitní koncentrace jsou uvedeny v Příloze II:
- nanejvýš 0,01 % hmotnostních:
  - Kadmium (Cd)
- nanejvýš 0,1 % hmotnostních:
  - Rtuť (Hg)
  - Olovo (Pb)
  - Šestimocný chróm (Cr+6)
  - Polybromované bifenyly (PBB)
  - Polybromované difenylethery (PBDE)

Výjimky z tohoto omezení jsou přesně definovány a termínovány v Přílohách III a IV, a platí pro některá zařízení a technologie, které užití těchto látek nutně vyžadují (třeba olovo při výrobě skla, oceli, slitin mědi a hliníku, v pájkách, akumulátorech a podobně).